# Stoughton (Wisconsin)
Stoughton és una població dels Estats Units a l'estat de Wisconsin. Segons el cens del 2000 tenia 12.354 habitants.

## Demografia
Segons el cens del 2000, Stoughton tenia 12.354 habitants, 4.734 habitatges, i 3.185 famílies. La densitat de població era de 1.204,5 habitants per km².
Dels 4.734 habitatges en un 37,5% hi vivien nens de menys de 18 anys, en un 53,6% hi vivien parelles casades, en un 10,1% dones solteres, i en un 32,7% no eren unitats familiars. En el 26,2% dels habitatges hi vivien persones soles l'11,6% de les quals corresponia a persones de 65 anys o més que vivien soles. El nombre mitjà de persones vivint en cada habitatge era de 2,52 i el nombre mitjà de persones que vivien en cada família era de 3,06.
Per edats la població es repartia de la següent manera: un 28,3% tenia menys de 18 anys, un 6,4% entre 18 i 24, un 32,6% entre 25 i 44, un 18,4% de 45 a 60 i un 14,3% 65 anys o més.
L'edat mediana era de 35 anys. Per cada 100 dones de 18 o més anys hi havia 86,3 homes.
La renda mediana per habitatge era de 47.633 $ i la renda mediana per família de 58.543 $. Els homes tenien una renda mediana de 37.956 $ mentre que les dones 26.187 $. La renda per capita de la població era de 21.037 $. Aproximadament el 3,1% de les famílies i el 5% de la població estaven per davall del llindar de pobresa.

## Poblacions més properes
El següent diagrama mostra les poblacions més properes.